# 沙金台蒙古族满族乡
沙金台蒙古族满族乡是中华人民共和国辽宁省沈阳市康平县下辖的一个民族乡。

## 行政区划
沙金台蒙古族满族乡下辖以下村级行政区划单位：
太平庄村、红旗村、石头井子村、西一棵树村、上沙金台村、敖力营子村、嘎土窝堡村、东窑村、西扎哈气村、双庙子村和东扎哈气村。